# V1654 de l'Àguila
V1654 de l'Àguila (V1654 Aquilae) és un estel de magnitud aparent +7,48 a la constel·lació de l'Àguila (Aquila). S'hi troba, d'acord a la nova reducció de les dades de paral·laxi d'Hipparcos, a 41,9 anys llum de distància del sistema solar. Estels coneguts propers a V1654 Aquilae són la lluent Alshain (β Aquilae) i la nana blanca Gliese 772, situades respectivament a 3,4 i 6,0 anys llum de distància.
V1654 de l'Àguila és una nana taronja de tipus espectral K4Vk o K5V. És un estel de la seqüència principal que, igual que el Sol, obté la seva energia a partir de la fusió nuclear d'hidrogen al seu interior. Té una temperatura efectiva de 4.640 K i una lluminositat bolomètrica —en totes les longituds d'ona— equivalent al 13% de la lluminositat solar. De menor grandària que el Sol, el seu radi equival al 73% del radi solar. Gira sobre si mateixa amb una velocitat de rotació projectada de 0,9 km/s. Les seves característiques físiques són semblants a les de 61 Cygni A —la component més lluent d'aquest sistema— o a les d'ε Indi. Té una metal·licitat una mica major que la del Sol ([Fe/H] = +0,15). Amb una massa de 0,785 masses solars, la seva edat es xifra en 880 milions d'anys.
V1654 de l'Àguila és catalogada com a variable BY Draconis al Catàleg General d'Estrelles Variables. L'amplitud de la seva variació és de 0,04 magnituds.